# Kamacita
La kamacita és un mineral de la classe dels aliatges. El nom de kamacita va ser encunyat el 1861 i deriva del grec kamask (biga).

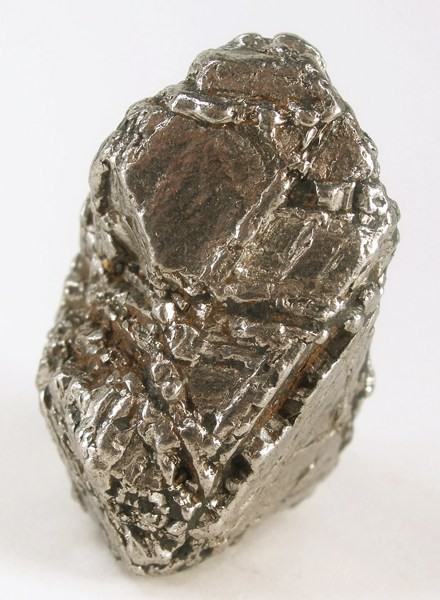
Meteorit de ferro amb Kamacita, de Nantan (Nandan), Xina. Mida: 4.8×3.0×2.8 cm.

## Característiques
La kamacita és un aliatge de ferro i níquel el qual al planeta Terra es troba només provinent de meteorits. La proporció ferro:níquel es troba entre 90:10 fins a 95:5. S'hi poden trobar petites impureses d'altres elements com el cobalt, el carboni, el fòsfor o el sofre. De vegades la kamacita es troba entremesclada amb el mineral taenita formant la plessita.
Segons la classificació de Nickel-Strunz, la kamacita pertany a «01.AE: Metalls i aliatges de metalls, família ferro-crom» juntament amb els següents minerals: vanadi, molibdè, crom, ferro, tungstè, taenita, tetrataenita, antitaenita, cromferur, fercromur, wairauïta, awaruïta, jedwabita i manganès.

## Formació i jaciments
Es tracta d'un component important dels meteorits de ferro (siderites), present en quantitats variables en la majoria dels meteorits, excepte alguns dels meteorits rocosos (aeròlits). Sol trobar-se associada a altres minerals com: taenita, grafit, cohenita, moissanita, schreibersita, troilita, daubreelita, oldhamita i d'altres minerals de meteorits.